# Dębnica Wielkopolska
Dębnica Wielkopolska – stacja kolejowa w Dębnicy, w województwie wielkopolskim, w Polsce. Stacja nieczynna, obecnie przejeżdżają tylko składy towarowe. Budynek stacyjny zamieniony został w prywatne mieszkanie.